# فرانكو تانكريدي
فرانكو تانكريدي (بالإيطالية: Franco Tancredi)‏ (من مواليد 10 يناير 1955 من جوليانوفا): حارس مرمى كرة القدم إيطالي سابق. لعب لروما والمنتخب الإيطالي.

## روابط خارجية
- فرانكو تانكريدي على موقع الاتحاد الدولي (مؤرشف)  (الإنجليزية)
- فرانكو تانكريدي على موقع قاعدة بيانات كرة القدم.إي يو (الإنجليزية)
- فرانكو تانكريدي على موقع ناشيونال فوتبول تيمز (الإنجليزية)
- فرانكو تانكريدي على موقع عالم كرة القدم.نت (الإنجليزية)
- فرانكو تانكريدي على موقع أوليمبيديا (الإنجليزية)